# Graveland
A Graveland lengyel pagan/black metal együttes.

## Története
1992-ben alakultak meg Wrocław-ban. Hagyományos black metal zenekarként kezdték karrierjüket, ám az évek alatt áttértek a pagan metal műfajra, de a black metal hatások továbbra is megmaradtak. Szövegeik témái: európai mitológia, tél és háborúk. Korai témáik a kelta és szláv mitológia voltak. Jelenleg csak az énekes, Rob Darken (Robert Funali) az egyetlen, aki a kezdetektől fogva képviseli a zenekart. Eredetileg a nemzetiszocialista black metal irányzatot is követik, ami miatt sok kritikát is kaptak. Azonban Darken tagadta ezt a kijelentést, azt állította, hogy nem tartja a zenekarát nemzetiszocialista együttesnek. Lemezeiket a No Colours Records kiadó dobja piacra. 2016-ban antifa tüntetők tüntettek a Graveland montreáli koncertjének eltörléséért. 

## Tagok
Jelenlegi tagok:
- Robert Funali (Rob Darken) – ének, gitár, basszusgitár, dobok, szintetizátorok (1992–)

Volt tagok: 
- Maciej "Capricornus" Dabrowski – dobok (1992–1999)
- Grzegorz "Karcharoth" Jurgielewicz – basszusgitár (1992–1995)
- Zbigniew "Zbych" Ropiczki – gitár (2015–2016)
- Miroslaw "Miro" Rosinki – dobok (2015–2016)

## Diszkográfia
Stúdióalbumok
- Carpathian Wolves (1994)
- Thousand Swords (1995)
- Following the Voice of Blood (1997)
- Immortal Pride (1998)
- Creed of Iron / Prawo Stali (2000)
- Memory and Destiny (2002)
- The Fire of Awakening (2003)
- Dawn of Iron Blades (2004)
- Fire Chariot of Destruction (2005)
- Will Stronger than Death (2007)
- Spears of Heaven (2009)
- Thunderbolts of the Gods (2013)
- Ogien przebudzenia (2014)
- 1050 Years of Pagan Cult (2016)
- Hour of Ragnarok (2021)[4]